# La Thuile (Sabaudia)
La Thuile – miejscowość i gmina we Francji, w regionie Owernia-Rodan-Alpy, w departamencie Sabaudia.
Według danych na rok 1990 gminę zamieszkiwało 229 osób, a gęstość zaludnienia wynosiła 13 osób/km² (wśród 2880 gmin regionu Rodan-Alpy La Thuile plasuje się na 1399. miejscu pod względem liczby ludności, natomiast pod względem powierzchni na miejscu 618.).